# هانی انجام نده!
هانی انجام نده! (به انگلیسی: Honey Don't!) یک فیلم کمدی پلیسی آمریکایی به کارگردانی ایتن کوئن و نویسندگی مشترک تریشیا کوک است. آنها همچنین این فیلم را با رابرت گراف و تیم بوان و اریک فلنر از ورکینک تایتل فیلمز تولید می‌کنند. این فیلم با بازی مارگارت کوالی، اوبری پلازا و کریس ایوانز دومین فیلم از «سه‌گانه فیلم درجه ب لزبین» پس از دختران فراری (۲۰۲۴) از کوئن و کوک است.
این فیلم نخستین بار در جشنواره فیلم کن ۲۰۲۵ نمایش داده شد و قرار است در ۲۲ اوت ۲۰۲۵ در ایالات متحده اکران شود.

## داستان
داستان این فیلم در بیکرزفیلد، کالیفرنیا اتفاق می‌افتد و بر روی یک محقق خصوصی (کوالی)، یک رهبر فرقه (ایوانز) و یک زن مرموز (پلازا) تمرکز دارد.

## بازیگران
- مارگارت کوالی در نقش هانی اودوناهو
- آبری پلازا
- کریس ایوانز در نقش دین[۲]

## تولید
در ژانویه ۲۰۲۴، اعلام شد که مارگارت کوالی، آبری پلازا و کریس ایوانز قرار است در این فیلم بازی کنند. فیلمنامه توسط ایتن کوئن و همسرش تریشیا کوک به عنوان دومین فیلم از سه‌گانه فیلم ب لزبین، پس از دختران فراری در سال ۲۰۲۴ نوشته شده‌است که کوالی نیز در آن نقش آفرینی کرده و همچنین فیلمی با مضمون لزبین بود. این دو فیلم را به عنوان یک کمدی سیاه توصیف کردند که شامل لحن کارهای قبلی برادران کوئن، مانند بزرگ کردن آریزونا بود، اما شامل محتوای جنسی بود که برادران معمولاً در همکاری‌های خود لحاظ نمی‌کردند. انتشار این سه‌گانه نتیجه ۲۰ سال نوشتن توسط کوئن و کوک می‌باشد.
فیلمبرداری در آلبوکرکی، نیومکزیکو در هفته اول مارس ۲۰۲۴ آغاز شد.

## انتشار
این فیلم قرار است در ۲۲ اوت ۲۰۲۵ در ایالات متحده اکران شود.